# Jeff Tremaine
Pour les articles homonymes, voir Tremaine.
Jeffery James Tremaine, dit Jeff Tremaine, né le 4 septembre 1966 à Rockville, dans le Maryland, est un réalisateur et producteur américain, fondateur et membre de l'équipe de l'émission de télévision Jackass diffusée sur MTV. Il a également réalisé Jackass, le film, Jackass: Number Two, Jackass 3D, ainsi que les spin-off de Jackass intitulés Wildboyz et Bad Grandpa.
Ancien coureur professionnel de BMX, il a collaboré au magazine de skate Big Brother Magazine ainsi qu'au magazine de BMX GO.

## Filmographie

### Télévision
- Jackass (MTV, 2000–2002)
- Jackassworld.com: 24 Hour Takeover (Spéciale MTV, 2008)
- Nitro Circus (MTV, 2007–2009)
- Wildboyz (MTV, 2003–2006)
- Steve-O: Demise and Rise (Spéciale MTV, 2009)
- Rob Dyrdek's Fantasy Factory
- 24 Hours with... (ITV, 2006)
- The Dudesons in America (MTV, 2010) {Producteur}
- ESPN's « 30 for 30 » The Birth of Big Air (2010) {Réalisateur}
- Loiter Squad" (Adult Swim, 2012) {Producteur}

### Cinéma
- Jackass, le film (2002)
- Jackass deux, le film (2006)
- Jackass 2.5 (2007)
- Jackass 3D (2010)
- Jackass 3.5 (2011)
- Nitro Circus 3D (2011)
- Bad Grandpa (2013)
- The Dirt (2019)
- Jackass Forever Jackass 4 (2022)
- Jackass 4.5 (2022) sur Netflix